# モルティ・ムザラネ
モルティ・ムザラネ（Moruti Mthalane、1982年10月6日 - ）は、南アフリカ共和国のプロボクサー。ハウテン州出身。元IBF世界フライ級王者。
トレーナーはコリン・ネイサン。

## 来歴
2000年12月10日、プロデビュー。3回KO勝ち。
2004年9月24日、南アフリカフライ級王者ヌククベラ・ガワゼラと対戦し、11回TKO負けでプロ初黒星。
2006年8月11日、南アフリカフライ級王者アクホナ・アリヴァと対戦した。6回KO勝ちで王座を獲得した。その後同王座を3度防衛した。
2007年9月29日、アポル・スイコ(フィリピン)とWBCインターナショナルフライ級王座決定戦で対戦し、初回TKO勝ちで王座を獲得した(同王座は1度も防衛することなく返上)。
2008年7月5日、フセイン・フセインとIBF世界フライ級挑戦者決定戦で対戦し、3-0の判定勝ちでIBF世界フライ級王者ノニト・ドネアへの挑戦権を獲得した。
2008年11月1日、マンダレイ・ベイ・イベント・センターでIBF・IBO世界フライ級王者ノニト・ドネアと対戦し、ドクターストップによる6回1分31秒TKO負けを喫し王座獲得に失敗した。
2009年4月18日、レホロホノノロ・ラマゴレと南アフリカフライ級王座決定戦を行い、3回2分26秒KO勝ちを収め王座に返り咲いた。
2009年11月20日、ヨハネスブルグのウェンブリー・アリーナにてフリオ・セサール・ミランダとドネアの王座返上に伴い行われたIBF世界フライ級王座決定戦で対戦し、3-0(2者が117-110、118-110)の判定勝ちを収め、王座を獲得した。
2010年9月1日、ハウテン州ブラクパンのカーニバル・シティでゾラニ・テテと対戦し、5回にダウンを奪うとそのままレフェリーストップを呼び込む5回2分27秒TKO勝ちで初防衛に成功した。
2011年3月26日、ヨハネスブルグのナスレック・インドア・アリーナで元WBO世界ライトフライ級暫定王者ジョンリル・カシメロと対戦し、序盤から優位に進め最後は右フックが決まるとそのままレフェリーストップとなる5回1分10秒TKO勝ちを収め、2度目の防衛に成功した。
2011年10月28日、イタリア・サルデーニャ島カリアリのパラロックフェラーにて、アンドレア・サリッツと対戦し、7回にサリッツ陣営よりタオルが投げ込まれ試合終了。7回TKO勝ちを収め3度目の防衛に成功した。
2012年9月1日、パナマシティにあるアレナ・ロベルト・デュランにて、IBF世界フライ級1位リカルド・ヌネスと指名試合を行い、初回にヌネスにダウンを奪われ先制を許すが3回にヌネスからダウンを奪う白熱した試合を展開し、ムザラネが最後に連打をまとめてヌネスを失神させてレフェリーストップを呼び込む8回2分41秒TKO勝ちを収め4度目の防衛に成功した。
2014年1月22日、タイ・ナコーンラーチャシーマー県の国王陛下80歳記念運動場（80-year-old Memorial playground His Majesty the King）特設会場でIBF世界フライ級7位でIBFアジアフライ級王者のアムナット・ルエンロンと対戦し5度目の防衛を目指す予定だったが、主催するプロモーターキェックリリーン・プロモーションズからの試合発表後に、ムザラネがファイトマネーが安いとして一方的に試合をキャンセルした。
2014年1月13日、ムザラネはIBF世界フライ級王座を返上した。
2014年3月15日、ダーバンのダーバン・インターナショナル・コンベンション・センターにて1年6か月振りの復帰戦。IBO世界フライ級王座決定戦をジェザー・オリバーと対戦しブランクの影響が響き苦戦するも、12回2-1(113-115、116-112、117-112)の判定勝ちで王座獲得に成功した。
2014年10月26日、南アフリカでオディロン・サレタと対戦し12回3-0の判定勝ちで初防衛に成功した。
2015年12月12日、1年3ヶ月振りの復帰戦としてダーバンのオリーブ・コンベンション・センターでレンツ・ロシーアと対戦し9回TKO勝ちを収め2度目の防衛に成功した。
2017年4月21日、トレーナーのニック・デュラントがバイク事故により死去。指導を受けていたムザラネが最後の弟子となった。
2018年7月15日、マレーシアのクアラルンプールで、モハマド・ワシームとIBF世界フライ級王座決定戦を戦い、3-0（114-113×2、116-110）の判定勝ちで2度目となる同級王座を獲得した。
2018年12月31日、マカオのウィン・パレスにて世界同級14位の坂本真宏（六島）と初防衛戦を行い、10回終了TKO勝ちを収めて初防衛に成功した。
2019年5月13日、日本のリングに初登場し、東京都の後楽園ホールにて世界同級4位の黒田雅之（川崎新田）を相手に序盤苦しむも中盤からペースを掴んで12回戦い、3-0（116-112×2、117-111）の判定で勝利して2度目の王座防衛に成功した。
2019年12月23日、横浜アリーナにて元3階級制覇王者でIBF世界フライ級14位の八重樫東（大橋）を相手に防衛戦を行い、9回2分54秒TKO勝ちを収め、3度目の防衛に成功した。
2021年4月30日、約1年5カ月ぶりとなった試合をイギリスのベスナル・グリーンにて1階級上のIBF世界スーパーフライ級6位のサニー・エドワーズを相手に防衛戦を行い、12回判定負けを喫して防衛に失敗し王座から陥落した。

## 獲得タイトル
- 南アフリカフライ級王座
- WBCインターナショナルフライ級王座
- IBF世界フライ級王座（第1期：防衛4度=返上、第2期：防衛3度）
- IBO世界フライ級王座